# راكاتا
راكاتا أو كراكاتاو الكبرى هو بركان طبقي منهار جزئيًا في جزيرة كراكاتوا الإندونيسية في مضيق سوندا بين جزيرتي سومطرة وجاوة. تبلغ ارتفاعها 813 مترًا (2666 قدمًا)، وهو الأكبر ومن بين أكبر ثلاثة براكين في أقصى الجنوب التي شكلت جزيرة كركواتا (الآخران هما دانان وبيربويواتان) والوحيد الوحيد الذي لم يتم تدميره بالكامل في ثوران عام 1883. راكاتا هي آخر بقايا الجزيرة الأصلية قبل تدميرها. ومع ذلك فقدت راكاتا النصف الشمالي في هذا الثوران، وتركت فقط النصف الجنوبي. الجرف المكشوف ملفت للنظر بصريًا، جزئيا من سد كبير مكشوف ينتهي بثق عدسي كبير في منتصف الهاوية العمودية تقريبا. وقد تم تسمية الميزة «عين كراكاتوا».

## التسمية
لأن الكلمات راكاتا وكراكاتاو هي نفسها في الإندونيسية التي يتم استخدام كلا الاسمين بالتبادل، مما يؤدي إلى الالتباس في اللغات التي تميز بين الكلمتين. في الاستخدام الجيولوجي تعد كراكاتو هي الجزيرة وراكاتا هو المخروط البركاني الرئيسي في تلك الجزيرة. لكن كراكاتاو يستخدم أيضًا في الصرح البركاني ككل، بما في ذلك جميع الجزر الأربع (كاراتاو، وأناك كراكاتاو، وفيرلاتن ولانج) لأرخبيل كراكاتوا. قبل عام 1883 وفي العديد من تقارير الانفجارات تمت الإشارة إلى راكاتا نسبة لقمة كراكاتاو.

## خصائص فيزيائية
راكاتا هو مخروط بركاني مع وجهه الشمالي كونه جرف عمودي، وكشف الكثير من تاريخها البركاني. تم حساب أكثر من 25 سد قاذف. أكبرها في المركز يمتد من مستوى سطح البحر إلى 320 مترًا أعلى وينتهي على شكل محدب كبير حوالي 6 أمتار. لا يُعرف ما إذا كان الاثنان يرتبطان بالفعل بالأصل أو بالصدفة.

## النشاط الأخير
لا توجد تقارير مؤرخة عن ثوران بركان راكاتا منذ كارثة 1883، على الرغم من أن البيانات الأولية قد تم إجراؤها من رواسب الرماد التي يرجع تاريخها إلى اليسار. يبدو أن نشاط كراكاتوا اللاحق يقتصر على المنطقة التي كانت بين دانان وبيربواتان، حيث نشأ أناك كراكاتوا ابتداء من عام 1927. راكاتا نفسها انقرضت منذ أن تم تدمير قناة لها فعليًا. تم استخدام راكاتا كدراسة حديثة على استعمار الجزيرة البيولوجية.